# Viện Nghiên cứu Phát triển
Viện Nghiên cứu Phát triển (Institutes of Development Studies – IDS) viết tắt: IDS là một viện nghiên cứu chính sách tư nhân độc lập đầu tiên thành hình ở Việt Nam, trong thời gian gần đây đã thu hút nhiều sự chú ý của giới quan tâm chính trị – thời sự trong và ngoài nước. Viện Nghiên cứu phát triển IDS là tổ chức khoa học và công nghệ được các nhà khoa học tự thành lập căn cứ theo Luật Khoa học, Công nghệ và Nghị định số 81/2002 ngày 17/10/2002 của Chính phủ. IDS được Giám đốc Sở Khoa học và Công nghệ Hà Nội cấp giấy chứng nhận đăng ký.

## Thành lập
Ngày 27/9/2007, một nhóm các nhà nghiên cứu độc lập tổ chức họp và quyết định thành lập một tổ chức gọi là Viện Nghiên cứu Phát triển IDS. Hồ sơ được đăng ký tại Sở Khoa học và Công nghệ Hà Nội. Ngày 18/10/2007, Sở Khoa học và Công nghệ Hà Nội cấp giấy chứng nhận đăng ký hoạt động khoa học và công nghệ cho Viện IDS.

## Sứ mệnh
Viện được thành lập với sứ mệnh: nghiên cứu, tư vấn các vấn đề liên quan đến phát triển kinh tế và xã hội; đưa ra các giải pháp, những kiến nghị nhằm nâng cao hiệu quả hoạt động của các tổ chức (doanh nghiệp, các tổ chức nhà nước và các tổ chức khác).

## Lĩnh vực hoạt động
Nghiên cứu các vấn đề liên quan đến phát triển. Dịch vụ tư vấn về các chính sách, chiến lược, kế hoạch phát triển cho các cơ quan nhà nước và các tổ chức kinh tế xã hội, cung cấp thông tin, tham gia đào tạo, liên kết xuất bản, tổ chức hội thảo khoa học, các dịch vụ khác liên quan đến lĩnh vực nghiên cứu.

## Thành viên Hội đồng viện
Ban đầu gồm 9 thành viên gồm: Hoàng Tụy (Chủ tịch Hội đồng Viện), Nguyễn Quang A (Viện trưởng), Phạm Chi Lan (viện phó), Lê Đăng Doanh, Chu Hảo, Tương Lai, Phan Huy Lê, Trần Đức Nguyên, Trần Việt Phương, đến ngày 19/6/2008 thì danh sách Thành viên Hội đồng Viện IDS có thêm 3 thành viên là Vũ Quốc Huy, Nguyên Ngọc và Nguyễn Trung. Sau này là tất cả 16 thành viên, thêm các thành viên: Phan Đình Diệu, Vũ Kim Hạnh, Phạm Duy Hiển, Huỳnh Sơn Phước.

## Tính chất của viện
Viện IDS với tư cách một tổ chức độc lập, không có cơ quan chủ quản, chỉ hoạt động theo luật vừa là tổ chức mở, phi vụ lợi, hoạt động dựa trên cơ sở cạnh tranh.

### Tính mở
Về mặt tổ chức là mở, Hội đồng Viện là cơ quan quyết định cao nhất của Viện và là một hội đồng mở theo nghĩa: Hội đồng mời các nhà khoa học, các doanh nhân, các chính khách tham gia vào những thời điểm thích hợp.
Thành viên tham gia là mở: Viện IDS mời các nhà nghiên cứu trong và ngoài nước tham gia dưới hình thức thường xuyên hay cộng tác viên.
Mở về đề tài nghiên cứu: đề tài nghiên cứu đa ngành, có cái nhìn đa ngành trong tổng thể phát triển.
Mở về đầu ra: kết quả nghiên cứu được đưa lên mạng miễn phí, trên trang web của viện IDS (http://www.vnids.com/), hoặc qua các ấn phẩm (dưới dạng sách khi liên kết với các nhà xuất bản; các số tạp chí chuyên đề hay các bài báo khi liên kết với các tạp chí; các bài bình luận trên các nhật báo; v.v.), qua các seminar và hội thảo khoa học.
Phương thức hoạt động của viện IDS là mở: viện IDS chủ yếu hoạt động trên mạng, các nhà nghiên cứu có thể cùng làm việc với nhau trong một đề tài dù nơi đâu, ngoài hoạt động trên mạng, các seminar định kỳ (cùng với Nhà Xuất bản Tri Thức tổ chức lúc 14h chiều thứ sáu tuần đầu và tuần thứ ba hàng tháng tại 53 Nguyễn Du Hà Nội) là mở cho tất cả những ai quan tâm. Ngoài các seminar định kỳ Viện IDS có thể tổ chức các seminar bất thường hay các hội thảo về các đề tài nghiên cứu của mình hay những đề tài khác.

### Tính độc lập
IDS là một viện độc lập, đảm bảo cho các nhà nghiên cứu và các cộng tác viên một sự độc lập tư duy tuyệt đối, không bị ảnh hưởng bởi Viện hay bởi bất cứ ai khác.
Những nghiên cứu của viện IDS là những nghiên cứu độc lập, nhằm đưa ra những khuôn khổ lý luận dựa trên nghiên cứu lý thuyết, kinh nghiệm quốc tế và khu vực, dùng những khuôn khổ đó để phân tích các chính sách hiện hành trên tinh thần phê phán và xây dựng, qua đó kiến nghị các lựa chọn (cải thiện) chính sách.
Các nghiên cứu của viện IDS không bị ảnh hưởng bởi bất cứ ai, Nhà nước, Chính phủ, các hiệp hội, tổ chức doanh nghiệp, cá nhân nào, kể cả các nhà tài trợ cho IDS.

### Tính không vụ lợi
Viện tự tạo nguồn thu cho mình và để mở rộng hoạt động, có tích lũy để phát triển, hoạt động như một doanh nghiệp phi vụ lợi. Nếu có lợi nhuận thì lợi nhuận đó là của Viện, để phát triển Viện, không chia cho bất kỳ ai. Viện IDS là một viện nghiên cứu tư nhân của toàn xã hội, không có ông chủ cá nhân nào cả.

## Kỳ vọng
IDS kỳ vọng sẽ phát triển thành một viện nghiên cứu chính sách lớn mạnh ở Việt Nam trong việc thực hiện các nghiên cứu và cung cấp dịch vụ về chiến lược, kế hoạch phát triển cho các cơ quan Nhà nước, các tổ chức xã hội, các doanh nghiệp, các cá nhân trong cũng như ngoài nước. Viện IDS kỳ vọng thúc đẩy vấn đề hoạch định chính sách lên, khuấy động được thành một phong trào, để tất cả những người dân, trí thức, đặc biệt các trí thức trẻ có thể hiểu được, có thể tham gia.

## Mục đích
Các công trình nghiên cứu của IDS sẽ đóng góp cho các chính sách phát triển kinh tế xã hội của đất nước.

## Đề tài nghiên cứu
Có 3 đề tài nghiên cứu cho đến hết tháng 6/2008 và trong dài hạn là Cải cách giáo dục và y tế, vấn đề tam nông và chất lượng tăng trưởng kinh tế

### Cải cách giáo dục và y tế nhìn từ khía cạnh kinh tế học
Chủ trì đề tài là Nguyễn Quang A, thành viên tham gia gồm Hoàng Tụy, Chu Hảo, Lê Đăng Doanh, Tương Lai, Phạm Chi Lan và các nhà nghiên cứu và cộng tác viên khác nhằm xác định những khung khổ cho thảo luận cải cách giáo dục và y tế. Kinh nghiệm quốc tế và khu vực, tình hình Việt Nam, những khuyến khích, các chính sách hay cải thiện chính sách có thể lựa chọn.

### Một số vấn đề về nông thôn và nông dân
Chủ trì đề tài là Giáo sư Tương Lai, thành viên tham gia Nguyễn Quang A, Lê Đăng Doanh và các nhà nghiên cứu và cộng tác viên khác. Nhằm nghiên cứu vấn đề di cư từ nông thôn vào thành thị - nông dân ly hương- và các vấn đề đô thị hóa liên quan; các hình mẫu đã biết của quá trình di cư trên thế giới trong 200 năm qua, tình hình ở Việt Nam và các nước lân cận, những hệ lụy đô thị hóa hay đô thị hóa nông thôn, các hệ lụy xã hội, kinh tế nông thôn.

### Chất lượng tăng trưởng kinh tế
Chủ trì là Trần Đức Nguyên, thành viên tham gia bà Phạm Chi Lan, ông Lê đăng Doanh, ông Trần Việt Phương và các nhà nghiên cứu và cộng tác viên khác. Những tàn dư của hệ thống kinh tế kế hoạch hóa tập trung: tăng trưởng nóng vội, hội chứng cuối năm, cuối kỳ, cuối nhiệm kỳ, thành tích số lượng. Những vấn đề chất lượng tăng trưởng và những kiến nghị chính sách hay cải thiện chính sách.

## Hoạt động
Ngay sau khi có tư cách pháp nhân Viện đã có một buổi làm việc với nhóm tác giả của nghiên cứu "Lựa chọn thành công: Bài học từ Đông Á và Đông Nam Á cho tương lai của Việt Nam" của trường John F. Kennedy School of Government, Đại học Harvard, Hoa Kỳ.
Cùng với Nhà Xuất bản Tri Thức tổ chức seminar định kỳ vào 14h chiều thứ sáu tuần đầu và tuần thứ ba hàng tháng tại 53 Nguyễn Du Hà Nội (tham dự tự do). Viện đã tổ chức được 15 buổi tọa đàm.

### Năm 2007
Thứ sáu, 7/12/2007, Viện đã tổ chức buổi seminar định kỳ đầu tiên của mình về "cải cách giáo dục nhìn từ khía cạnh kinh tế học".
Ngày 11/12/2007 Viện IDS đã tham gia và có báo cáo tại Hội thảo "Cải cách hoạt động bệnh viện –Hospital Operational Reform", sau đó Viện có làm việc với Bộ trưởng Bộ Y tế Nguyễn Quốc Triệu.
Ngày 12/12/2007 IDS đã có buổi làm việc với Gs. Dusan Keber, Ljubljana University, Nguyên Bộ trưởng Bộ Y tế Slovenia và đại diện Đại sứ quán Australia về cải cách hệ thống chăm sóc sức khỏe.
Ngày 14/12/2007 IDS thuyết trình về vài vấn đề cải cách giáo dục tại Viện Chiến lược giáo dục.
Ngày 18/12/2007 IDS đã tham gia hội thảo về Nông thôn và Nông nghiệp do Báo Nông thôn ngày nay và Bộ Nông nghiệp và Phát triển Nông thôn tổ chức.Trong buổi toạ đàm này Ts Nguyễn Quang A đề xuất ý kiến: "Nhà nước cần tạo điều kiện để người nông dân có thể di cư từ nông thôn ra thành thị một cách thuận lợi, suôn sẻ nhất (tức là tạo điều kiện tốt nhất để người nông dân nhanh chóng trở thành người công nhân...), bởi thị trường lao động càng linh động bao nhiêu thì xã hội càng phát triển bấy nhiêu." 
Ngày 21/12/2007 Seminar thứ hai của IDS với nội dung "Chất lượng tăng trưởng kinh tế".

### Năm 2008
Ngày 4/1/2008 semminar thứ ba của IDS về "Một số vấn đề về Nông thôn, Nông Dân và Nông nghiệp" do Gs. Tương Lai trình bày.
Toạ đàm ngày 18/01/2008: Đầu tư nước ngoài tại Việt Nam.
Toạ đàm ngày 01/02/2008: Các phương pháp thống kê.
Toạ đàm ngày 15/02/2008: Nông nghiệp - Nông thôn - Nông dân Tây Nguyên.
Toạ đàm ngày 07/03/2008: Một cách tiếp cận vấn đề Tam nông.
Toạ đàm ngày 21/03/2008: Xã hội hoá có nghĩa là gì và không có nghĩa là gì.
Toạ đàm ngày 04/04/2008: Thử xem xét lại lịch sử thế giới từ mô hình tổng hợp Umesao-North-Weber (đã hoãn do mất điện)
Toạ đàm ngày 11/04/2008: Đánh giá một năm gia nhập WTO
Toạ đàm ngày 18/04/2008:Thử xem xét lại lịch sử thế giới từ mô hình tổng hợp Umesao-North-Weber.
Toạ đàm ngày 16/05/2008: Vấn đề nông thôn và nông dân từ hướng tiếp cận xã hội học.
Toạ đàm ngày 06/06/2008: Giáo dục - đào tạo.
Toạ đàm ngày 20/06/2008: Giáo dục - đào tạo.
Toạ đàm ngày 04/07/2008: Báo cáo điều tra các dịch vụ ngân hàng Việt Nam

## Hạn chế
Theo Báo điện tử Tổ quốc của Bộ Văn hóa Thể thao và Du lịch, viện IDS là một viện mới, nhỏ, hạn chế về nhiều loại nguồn lực.

## Lợi thế
Do các thành viên của Viện có sự độc lập nên sẽ có những tư duy mới, suy nghĩ độc lập cho phép ra đời những ý tưởng mới, những nghiên cứu có tính phản biện cao, tạo nên một làn sóng mới của ý kiến mới mẻ.

## Bất lợi
IDS gặp phải rất nhiều khó khăn trong việc tiếp cận thông tin dù IDS không cố gắng tiếp cận những bí mật quốc gia, những thông tin bị cấm.

## Khách hàng tiềm năng
Khách hàng tiềm năng của Viện nhắm tới có thể là các cơ quan nhà nước trung ương và địa phương, các tổ chức xã hội và kinh tế, các tổ chức quốc tế.

## Tiếng nói độc lập
IDS công khai nêu ý kiến và gợi ý các chính sách của mình, cố gắng thuyết phục, và chỉ nêu ra các lựa chọn khả dĩ với những luận cứ để cơ quan ra chính sách có thể tham khảo trên cơ sở cho rằng ý kiến khác nhau là tối cần thiết cho sự phát triển lành mạnh, cần được khích lệ xứng đáng và đây là việc thực hiện các quyền mà pháp luật không cấm. Viện trưởng Ts Nguyễn Quang A cho rằng có nhiều tiếng nói độc lập hẳn tốt hơn là không có và nếu có tạo ra một trào lưu nhiều viện nghiên cứu chính sách tư nhân độc lập thì đó cũng là dấu hiệu đáng mừng.
TS. Jonathan Pincus, Kinh tế gia Trưởng của UNDP tại Việt Nam, đưa ra đánh giá cá nhân, về vai trò của các tổ chức dân sự và sự cần thiết của tiếng nói độc lập:
| “ | "Mỗi một quốc gia cần nhiều tiếng nói khác nhau cho sự phát triển, miễn là các tiếng nói đó là khách quan, có cơ sở khoa học và xây dựng. Xã hội dân sự không chỉ có vai trò trong các dịch vụ xã hội mà còn trong các lĩnh vực về tri thức và phát triển khác". | ” |

## Đánh giá
Theo Báo điện tử Tổ quốc của Bộ Văn hóa Thể thao và Du lịch
 thì Viện Nghiên cứu Phát triển IDS sẽ góp thêm một tiếng nói phản biện, muốn đóng góp cho các chính sách phát triển kinh tế xã hội của đất nước.
TS Trịnh Tiến Dũng, Trợ lý Giám đốc Quốc gia, Trưởng phòng Quản trị Quốc gia của UNDP tại Việt Nam cho rằng:
| “ | "Tôi cho rằng những bài trình bày các kết quả nghiên cứu mà các học giả tiến hành và đem ra chia sẻ trong khuôn khổ của Viện IDS là rất tốt... Nó làm tăng thêm sự tiếp cận của những người quan tâm tới các cách nhìn, quan điểm, đặc biệt tới các kết quả nghiên cứu... Những diễn đàn của IDS cung cấp thêm các cứ liệu, số liệu, tình hình thực tế, nên cũng rất sát với hơi thở cuộc sống." | ” |

Theo thông tin của chính viện IDS thì họ bị cơ quan an ninh nghi ngờ là "nhận tiền của nước ngoài và có hoạt động chống đối Nhà nước".

## Tin đồn
Gần đây có tin một số cơ quan quản lý và chuyên môn của nhà nước cho rằng Viện có những nghiên cứu không phù hợp với đường lối của Đảng và Nhà nước, viện IDS đã hoạt động vượt qua chức năng đăng ký được cho phép của mình và do vậy cần thu hồi giấy phép của IDS.
Khẳng định tin đồn này Viện trưởng TSKH Nguyễn Quang A nói "Tôi cũng có nghe người ta kháo nhau như vậy. Và chúng tôi thì không quan tâm đến các tin đồn". Mặc dù vậy Ban lãnh đạo viện cũng đã chuẩn bị sẵn cho việc bị đóng cửa, thu hồi giấy phép. Tuy nhiên ông Viện trưởng lại nói:
| “ | "Nếu họ xử lý đúng thì phải bàn với nhau, còn nếu họ xử lý không đúng, họ muốn làm việc trái pháp luật, thì chúng tôi phải kiện họ thôi. Bất luận họ là ai!". | ” |

## Giải thể
Ngày 14/09/2009, hội đồng Viện đã quyết định giải tán Viện để phản đối quyết định số 97/2009/QĐ-TTg trong đó có một số điều khoản khiến viện không thể hoạt động như tiêu chí của mình. Theo quyết định trên, các tổ chức nghiên cứu khoa học có phản biện ngược với chính sách của Chính phủ thì không được công bố công khai.
| “ | "Trước tình hình như vậy, với một quyết định hạn chế đến mức vô lý quyền nghiên cứu của một tổ chức khoa học, Viện nghiên cứu phát triển IDS không thể tiếp tục hoạt động theo sứ mệnh đã xác định trong mục tiêu ghi vào Điều lệ của mình. Chấp nhận hoạt động theo Quyết định 97, viện IDS và các thành viên sẽ không thể làm đúng tinh thần của Nghị quyết Trung ương Đảng về trí thức mới ban hành, đồng thời không thể làm tròn trách nhiệm công dân và nghĩa vụ người trí thức của mình.". | ” |

Theo nhà văn Nguyên Ngọc trong một cuộc phỏng vấn với Bauxite Việt Nam, "Quyết định 97 ngăn cản phản biện xã hội và phát triển của xã hội dân sự ở nước ta. Chính vì thế mà Tuyên bố ngày 14-9-2009 của IDS đã nêu rõ nó là phản tiến bộ, phản khoa học, phản dân chủ, và chẳng khác nào thể hiện chính sách ngu dân".